# Zapora Kariba

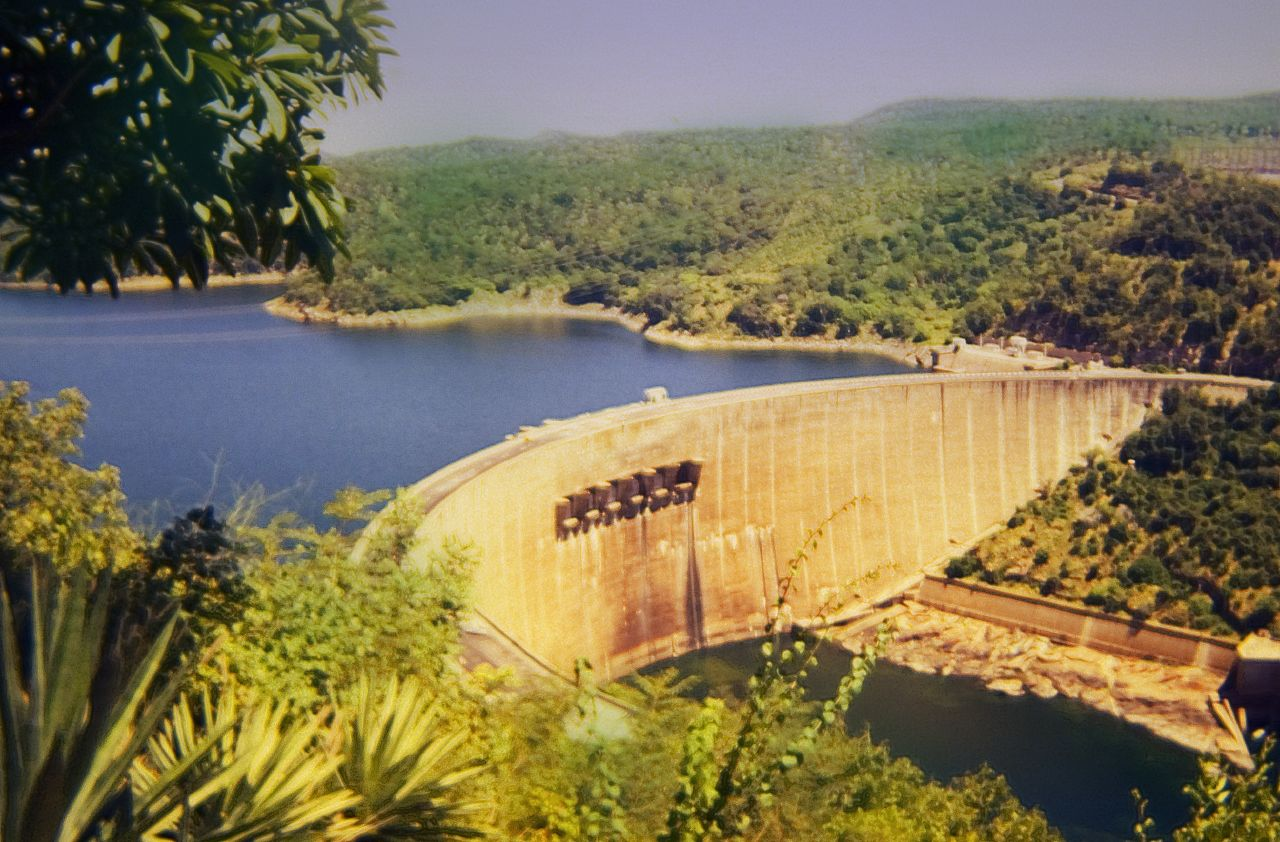
Zapora Kariba

Zapora Kariba – zapora i elektrownia wodna na rzece Zambezi tworząca jezioro Kariba w pasie granicznym pomiędzy Zambią i Zimbabwe. Jest jedną z największych zapór wodnych na świecie (128 metrów wysokości i 579 metrów długości). Przypadające na 1959 rok oddanie zapory do użytku wyznacza ważną cezurę w historii rozwoju gospodarczego Zambii.
Inwestycja została zrealizowana w latach 1955–1959 przez Federację Rodezji i Niasy, pozostającą wówczas w ramach Brytyjskiej Wspólnoty Narodów. W chwili powstania stanowiła największy w Afryce obiekt inżynierii wodnej. Oficjalnego otwarcia zapory dokonała 17 maja 1960 r. królowa Wielkiej Brytanii Elżbieta, królowa Matka.
Według planów, wybudowany przy zaporze zespół elektrowni wodnych miał dysponować mocą 1 200 MW. Ostatecznie, po kolejnych rozbudowach, generatory mają obecnie łączną moc 2 010 MW, z czego 1 050 MW po stronie Zimbabwe i 960 MW po stronie Zambii.
Zarządzaniem kompleksem zajmuje się Zambezi River Authority – wspólny organ rządów Zimbabwe i Zambii.

## Konsekwencje realizacji projektu
Przesiedlono ponad 57 tysięcy osób, w większości Gwembe Tonga. Powstanie zapory doprowadziło do znaczącego pogorszenia warunków życia przesiedlonych, a także problemów zdrowotnych.
Budowie zapory towarzyszyła relokacja dzikich zwierząt z terenów objętych planowanym spiętrzeniem (tzw. Operation Noah). Uratowano około 6 tysięcy zwierząt, przetransportowanych następnie do Parku Narodowego Matusadona.